# Андижанский район
Андижа́нский райо́н (тума́н; узб. Андижон тумани / Andijon tumani) — район в центральной части Андижанской области Узбекистана. Административный центр — городской посёлок Куйганъяр.

## География
Рельеф представлен низменностям, возвышенностями и адырами. На юго-востоке расположены адыры Андижан-Атчапар, Тешикташ и возвышенности Харабек, Бутакара и Ярбаши.
На северо-востоке района протекают реки Карадарья и Андижансай, родник Савукбулак, Большой Ферганский и Нижнелугнорский каналы, имеются насосные станции Куйганъяр и Кутарма, скиды Чинабад и Асака.

### Климат
Климат высоких субтропических нагорий. Средняя температура июля — +27,3˚С, февраля — −3˚С. Вегетационный период составляет 160—180 дней. Среднегодовое количество осадков — до 225 мм.

### Природа
Почвы в адырной части обогащены, прочие — серозёмы. Весной адыры покрываются эфемерными растениями. На целинных участках произрастают полынь и лебеда. Дикие животные встречаются редко. Есть грызуны, пресмыкающиеся и птицы.

## История
Район образован 29 сентября 1926 года. 10 февраля 1939 года 7 сельсоветов Андижанского района были переданы в новый Алтынкульский район.

## Административно-территориальное деление
Район состоит из 18 городских посёлков (шахарча) и 9 сельских сходов граждан (кишлак-фукаролар-йигини) (включая 54 села):
18 городских посёлков:
1. Куйганъяр (центр),
2. Айрилиш,
3. Бутакора,
4. Гулистон,
5. Гумбаз,
6. Заврок,
7. Каракалпак,
8. Кунжи,
9. Кушарик,
10. Намуна,
11. Огуллик,
12. Ок-Ер,
13. Роввот,
14. Хартум,
15. Чилон,
16. Чумбогич,
17. Экин-Тикин,
18. Янгиабад.

9 сельских сходов граждан:
1. Ак-Яр,
2. Арал,
3. Бутакара,
4. Кунжи,
5. Найман,
6. Хакан,
7. Хартум,
8. Хирабек,
9. Ярбаши.